# Temporada 2021 del Campeonato de Argentina de Fórmula 4
La temporada 2021 de Campeonato de Argentina de Fórmula 4 fue la única edición de dicho campeonato. Se disputó entre el 17 de abril y el 4 de diciembre de 2021.

## Lista de pilotos
| N.º | Pilotos           | Rondas  |
| --- | ----------------- | ------- |
| 7   | Ignacio Grippo    | 2       |
| 7   | Mateo Nuñez       | 3       |
| 28  | Mateo Nuñez       | 4-6     |
| 10  | Thiago Martínez   | 1       |
| 11  | Pablo Grippo      | 1       |
| 12  | Federico Hermida  | Todas   |
| 13  | Bautista Dose     | 1       |
| 14  | Pablo Collazo     | Todas   |
| 15  | Ramiro Alcaine    | 1       |
| 16  | Luciano Martínez  | 1-3     |
| 17  | Figgo Bessone     | 1-4     |
| 21  | Lucas Bohdanowicz | 2-5     |
| 77  | Braian Quevedo    | 2-3,5-6 |
| 99  | Bautista Damiani  | 2, 4    |
| 27  | Cristóbal Riestra | 3       |
| 22  | Tomás Pellandino  | 4       |
| 23  | Lucas Yerobi      | 4       |
| 42  | Joaquín Bonnet    | 4       |
| 71  | Rodrigo Gutiérrez | 5       |
| 20  | Gerónimo Nuñez    | 5-6     |
| 111 | Ayrton Chorne     | 5       |
| 88  | Valentino Mini    | 6       |

## Calendario
Al calendario definitivo, se suman don rondas canceladas en Rosario (9 y 10 de septiembre) y Río Cuarto (29-31 de octubre).
| Ronda | Ronda | Circuito                                                     | Fecha                   |
| ----- | ----- | ------------------------------------------------------------ | ----------------------- |
| 1     | C1    | Autódromo Ciudad de Concordia, Concordia                     | 17-18 de abril          |
| 1     | C2    | Autódromo Ciudad de Concordia, Concordia                     | 17-18 de abril          |
| 2     | C1    | Autódromo Oscar y Juan Gálvez, Buenos Aires (circuito N.º 8) | 19 de junio             |
| 2     | C2    | Autódromo Oscar y Juan Gálvez, Buenos Aires (circuito N.º 8) | 19 de junio             |
| 3     | C1    | Autódromo de Concepción del Uruguay, Concepción del Uruguay  | 30 de julio-1 de agosto |
| 3     | C2    | Autódromo de Concepción del Uruguay, Concepción del Uruguay  | 30 de julio-1 de agosto |
| 4     | C1    | Autódromo de Concepción del Uruguay, Concepción del Uruguay  | 1-3 de octubre          |
| 4     | C2    | Autódromo de Concepción del Uruguay, Concepción del Uruguay  | 1-3 de octubre          |
| 4     | C3    | Autódromo de Concepción del Uruguay, Concepción del Uruguay  | 1-3 de octubre          |
| 5     | C1    | Autódromo Oscar y Juan Gálvez, Buenos Aires (circuito N.º 8) | 13 de noviembre         |
| 5     | C2    | Autódromo Oscar y Juan Gálvez, Buenos Aires (circuito N.º 8) | 13 de noviembre         |
| 6     | C1    | Autódromo Oscar Cabalén, Alta Gracia                         | 4 de diciembre          |
| 6     | C2    | Autódromo Oscar Cabalén, Alta Gracia                         | 4 de diciembre          |

## Resultados
| Ronda | Ronda | Ronda                    | Pole Position     | Vuelta rápida     | Piloto ganador    |
| ----- | ----- | ------------------------ | ----------------- | ----------------- | ----------------- |
| 1     | C1    | Concordia                | Federico Hermida  | Federico Hermida  | Federico Hermida  |
| 1     | C2    | Concordia                |                   | Pablo Collazo     | Federico Hermida  |
| 2     | C1    | Buenos Aires 1           | Lucas Bohdanowicz | Luciano Martínez  | Lucas Bohdanowicz |
| 2     | C2    | Buenos Aires 1           |                   | Lucas Bohdanowicz | Lucas Bohdanowicz |
| 3     | C1    | Concepción del Uruguay 1 | Federico Hermida  | Federico Hermida  | Federico Hermida  |
| 3     | C2    | Concepción del Uruguay 1 |                   | Joaquín Bonnet    | Federico Hermida  |
| 4     | C1    | Concepción del Uruguay 2 | Federico Hermida  | Federico Hermida  | Federico Hermida  |
| 4     | C2    | Concepción del Uruguay 2 |                   | Federico Hermida  | Federico Hermida  |
| 4     | C3    | Concepción del Uruguay 2 | Federico Hermida  | Federico Hermida  |                   |
| 5     | C1    | Buenos Aires 2           | Federico Hermida  | Federico Hermida  | Federico Hermida  |
| 5     | C2    | Buenos Aires 2           |                   | Braian Quevedo    | Federico Hermida  |
| 5     | C3    | Buenos Aires 2           | Federico Hermida  | Gerónimo Nuñez    |                   |
| 6     | C1    | Alta Gracia              | Valentino Mini    | Braian Quevedo    | Braian Quevedo    |
| 6     | C2    | Alta Gracia              |                   | Valentino Min     | Braian Quevedo    |

## Clasificaciones

### Puntuaciones
| Rondas       | Posición | Posición | Posición | Posición | Posición | Posición | Posición | Posición | Posición | Posición | Posición | Posición      |
| ------------ | -------- | -------- | -------- | -------- | -------- | -------- | -------- | -------- | -------- | -------- | -------- | ------------- |
| Rondas       | 1.º      | 2.º      | 3.º      | 4.º      | 5.º      | 6.º      | 7.º      | 8.º      | 9.º      | 10.º     | Pole     | Participación |
| Rondas 1 y 5 | 50       | 36       | 30       | 24       | 20       | 16       | 12       | 8        | 4        | 2        | 1        | 1             |
| Rondas 2-4   | 25       | 18       | 15       | 12       | 10       | 8        | 6        | 4        | 2        | 1        | 1        | 1             |

### Campeonato de Pilotos
| Pos. | Piloto            | CON | CON | BUE1 | BUE1 | CDU1 | CDU1 | CDU2 | CDU2 | CDU2 | BUE2 | BUE2 | BUE2 | AGR | AGR | Puntos |
| ---- | ----------------- | --- | --- | ---- | ---- | ---- | ---- | ---- | ---- | ---- | ---- | ---- | ---- | --- | --- | ------ |
| 1    | Federico Hermida  | 1   | 1   | 2    | 4    | 1    | 1    | 1    | 1    | 1    | 1    | 1    | 6    | 5   | 3   | 373    |
| 2    | Figgo Bessone     | 2   | 4   | 3    | 5    | 5    | 4    | 2    | 4    | 4    | 5    | 4    | 2    | 3   | 6   | 241    |
| 3    | Braian Quevedo    |     |     | 4    | 2    | 2    | 2    |      |      |      | 2    | 2    | 7    | 1   | 1   | 212    |
| 4    | Mateo Nuñez       |     |     |      |      | 3    | 3    | 3    | 3    | 2    | 3    | 6    | 5    | 4   | Ret | 139    |
| 5    | Pablo Collazo     | 3   | 2   | Ret  | 7    | Ret  | 7    | WD   | WD   | WD   | Ret  | DNS  | Ret  | 6   | 4   | 124    |
| 6    | Lucas Bohdanowicz |     |     | 1    | 1    | 4    | 5    | 5    | Ret  | 6    | 7    | DNS  | DNS  |     |     | 101    |
| 7    | Gerónimo Nuñez    |     |     |      |      |      |      |      |      |      | 4    | 5    | 1    | 7   | 5   | 81     |
| 8    | Valentino Mini    |     |     |      |      |      |      |      |      |      |      |      |      | 2   | 2   | 74     |
| 9    | Luciano Martínez  | Ret | 7†  | 7†   | 3    | 6    | 6    |      |      |      |      |      |      |     |     | 52     |
| 10   | Thiago Martínez   | 5   | 3   |      |      |      |      |      |      |      |      |      |      |     |     | 51     |
| 11   | Joaquín Bonnet    |     |     |      |      |      |      | 4    | 2    | 5    |      |      |      |     |     | 41     |
| 12   | Pablo Grippo      | 4   | 6   |      |      |      |      |      |      |      |      |      |      |     |     | 41     |
| 13   | Rodrigo Gutiérrez |     |     |      |      |      |      |      |      |      | 6    | 3    | 3    |     |     | 39     |
| 14   | Tomás Pellandino  |     |     |      |      |      |      | 6    | 5    | 3    |      |      |      |     |     | 34     |
| 15   | Bautista Damiani  |     |     | 5    | 6    |      |      | 7    | 6    | Ret  |      |      |      |     |     | 34     |
| 16   | Bautista Dose     | DNP | 5   |      |      |      |      |      |      |      |      |      |      |     |     | 21     |
| 17   | Ayrton Chorne     |     |     |      |      |      |      |      |      |      | 8    | Ret  | 4    |     |     | 17     |
| 18   | Ramiro Alcaine    | 6   | Ret |      |      |      |      |      |      |      |      |      |      |     |     | 17     |
| 19   | Lucas Yerobi      |     |     |      |      |      |      | 8    | 7    | 7    |      |      |      |     |     | 17     |
| 20   | Ignacio Grippo    |     |     | 6    | 8    |      |      |      |      |      |      |      |      |     |     | 13     |
| 21   | Cristóbal Riestra |     |     |      |      | 7†   | DNS  |      |      |      |      |      |      |     |     | 7      |
| Pos. | Piloto            | CON | CON | BUE1 | BUE1 | CDU1 | CDU1 | CDU2 | CDU2 | CDU2 | BUE2 | BUE2 | BUE2 | AGR | AGR | Puntos |

| Color     | Resultado                                                               |
| --------- | ----------------------------------------------------------------------- |
| Oro       | Ganador                                                                 |
| Plata     | 2.ª plaza                                                               |
| Bronce    | 3.ª plaza                                                               |
| Verde     | Finalizó en los puntos                                                  |
| Azul      | Finalizó sin puntos                                                     |
| Azul      | NC - No clasificado                                                     |
| Violeta   | Ret - No terminó (Carrera)                                              |
| Rojo      | DNQ - No se clasificó                                                   |
| Negro     | DSQ - Descalificado                                                     |
| Blanco    | DNS - No empezó (carrera)                                               |
| Blanco    | WD - Retirado (fin de semana)                                           |
| Blanco    | C - Carrera cancelada                                                   |
| Sin color | DNP - Inscrito pero no participó                                        |
| Sin color | INJ - Lesionado                                                         |
| Sin color | EX - Excluido                                                           |
| Estado    | Resultado                                                               |
| Negrita   | Pole position                                                           |
| Cursiva   | Vuelta rápida                                                           |
| †         | Abandona, pero clasifica al completar el porcentaje requerido para ello |